# Еротейдівка
Ероте́йдівка — залізничний пасажирський зупинний пункт Луганської дирекції Донецької залізниці.
Розташований між містом Петрово-Красносілля, Краснолуцька міська рада, та селищем Тамара, Антрацитівський район, Луганської області на лінії Дебальцеве — Красна Могила між станціями Петровеньки (3 км) та Штерівка (10 км).
Через військову агресію Росії на сході України транспортне сполучення припинене, водночас на середину листопада 2018 р. двічі на день курсує пара електропоїздів сполученням Фащівка — Красна Могила, що підтверджує сайт Яндекс.